# Ніколешть (Фрумоаса, Харгіта)
Ніколешть, Ніколешті (рум. Nicolești) — село у повіті Харгіта в Румунії. Входить до складу комуни Фрумоаса.
Село розташоване на відстані 223 км на північ від Бухареста, 8 км на північ від М'єркуря-Чука, 88 км на північ від Брашова.

## Населення
За даними перепису населення 2002 року у селі проживали 900 осіб.
Національний склад населення села:
| Національність | Кількість осіб | Відсоток |
| -------------- | -------------- | -------- |
| угорці         | 893            | 99,2%    |
| румуни         | 7              | 0,8%     |

Рідною мовою назвали:
| Мова      | Кількість осіб | Відсоток |
| --------- | -------------- | -------- |
| угорська  | 892            | 99,1%    |
| румунська | 8              | 0,9%     |